# Насер Хеджазі
Насер Хеджазі (перс. Nasser Hejazi, 19 грудня 1949, Тегеран — 23 травня 2011, Тегеран) — іранський футболіст, отримав прізвиського «легендарний іранський воротар». По завершенні ігрової кар'єри — тренер. Відоміий, переважно, виступами за «Естеглал» (Тадж), а також національну збірну Ірану.
Вважається найкращим воротарем в Ірані та Азії загалом, у футболці національної команди провів 62 поєдинки. У 2000 році АФК визнала його другим найкращим азійським воротарем XX століття. Ворота збірної Ірану захищав у 1960-х та 1970-х роках, за цей час двічі виграв Кубок Азії (1972, 1976), одного разу Азійські ігри, а також брав участь в Мюнхенській (1972) та Монреальській (1976) оліпіадах, виступав на Чемпіонаті світу 1978 року.
На посаді головного тренера вигравав Лігу Азадеган (1998) та чемпіонат Бангладеша (1988) році, а в 1998 році став фіналістом Ліги чемпіонів АФК.

## Ранні роки
Народився 14 грудня 1949 року в Тегерані. Батько Алі Акбар, іранський азербайджанець з Тебриза, володів у Тегерані агентством з нерухомості. У 1977 році навчався в Університеті імені Алламе Табатабаї. У 1964 році потрапив «Надеру», в якому виступав до 1965 року. Після цього підписав контракт з тегеранським «Таджем», розпочавши професіональну кар'єру.

## Клубна кар'єра
Протягом 1970-х років виступав за «Тадж» (Тегеран). У 18-річному віці, після розформування «Надера», дебютував за столичну команду. У 1970 році разом з «Естеглалем» виграв Клубний чемпіонат Азії, а також двічі чемпіонат Ірану (1971 та 1975), а в 1974 році став срібним призером чемпіонату країни. У 1977 році разом з командою виграє Кубок Хазфі.
Влітку 1977 року перебрався до «Шахбазу» (Тегеран), який у сезоні 1977/78 років разом з іншими гравцями збірної (Голлам Хоссейн Мазлумі, Насролла Абдоллахі, Ебрахім Гасемпур та Хамід Маджид Теймурі) намагалися виграти національний чемпіонат. Проте неочікувано для всіх команда посіла скромне 11-е місце. У сезоні 1978/79 років клуб лідирував у національному чемпіонаті, проте восени 1978 року — через політичні заворушення, які завершилися Ісламською Революцією в лютому 1979 року — чемпіонат було скасовано.

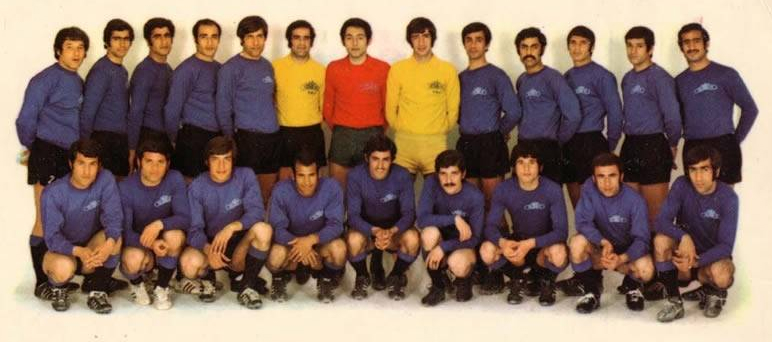
«Тадж» (Тегеран) після перемоги в Клубному чемпіонаті Азії 1970 року

По завершенні Чемпіонату світу 1978 року отримав пропозицію перейти в «Манчестер Юнайтед». Тренувався з командою протягом місяця, навіть встиг зіграти за резервну команду «червоних дияволів» у поєдинку проти «Сток Сіті». Головний тренер МЮ Дейв Секстон хотів, щоб Хеджазі залишився ще два-три місяці, перш ніж офіційно підписати з ним контракт, але під час Іранської революції в ФФІРі не було відповідальної особи, яка могла б оформити трансфер, натомість «Манчестер Юнайтед» підписав Гарі Бейлі.
1980 року уклав контракт з «Естеглалем», у складі якого залишався основним воротарем до 1986 року. Разом з командою виграв Провінційну лігу Тегеран у 1983 та 1985 роках, а в 1982 році став срібним призером чемпіонату. Загалом виступав у столичному клубі протягом 8 сезонів.
Завершив кар'єру гравця у команді «Мохаммедан», за яку виступав протягом 1986—1987 років. Разом з командою виграв чемпіонат Бангладеша.

## Кар'єра в збірній

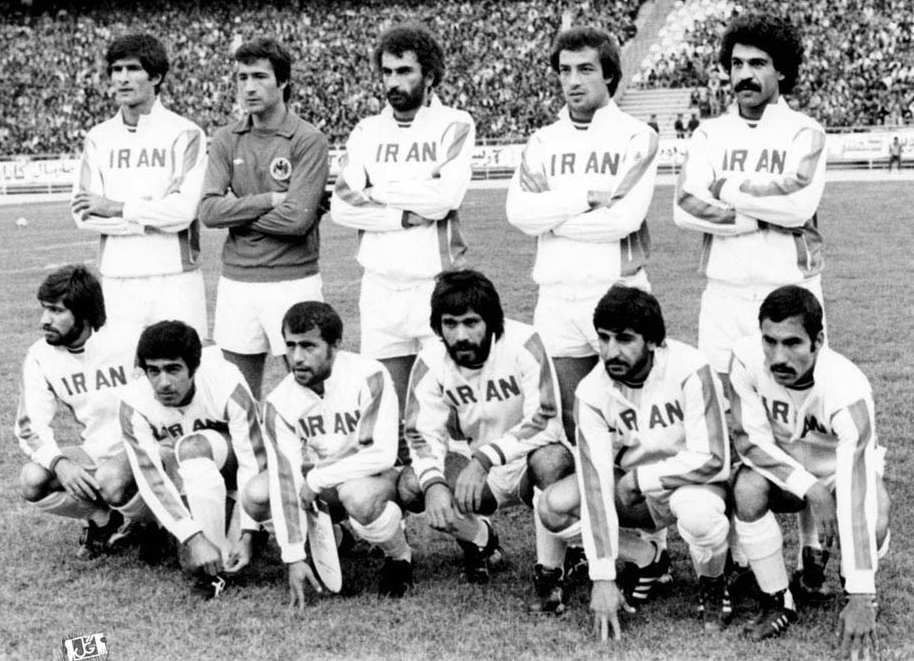
Збірна ірану в матчі кваліфікації чемпіонату світу 1978 року проти Південної Кореї, Тегеран, 11 листопада 1977 року

1968 року дебютував у складі національної збірної Ірану. Майже одразу з «командою Меллі» виграв Кубок Азії 1968 року. Повторив аналогічне досягнення в 1972 році (як основний воротар) та в 1976 році (як запасний воротар). Протягом кар'єри у національній команді, яка тривала 13 років, провів у її формі 62 матчі.
Представляв збірну Ірану на Олімпіаді в Мюнхені 1972 року, а також разом зі збірною вийшов до чвертьфіналу футбольного турніру в Монреалі. У 1974 році відіграв у переможному фінальному поєдинку на Азійських іграх 1974 року в Тегерані (Бахран Мавадат та Мансур Рашиді грали в попередніх матчах).
Учасник чемпіонату світу 1978 року в Аргентині, де був основним воротарем збірної на турнірі.
Капітан національної команди під час Кубка Азії 1980 року, зіграв останній матч за збірну Ірану у півфінальному матчі проти Кувейту. По завершенні турніру члени Іранського відділу фізичної культури почали реалізувати політику, згідно з якою спортсменам старше 27 років більше не дозволятимуть змагатися на міжнародному рівні. Після цього Хеджазі фактично змушений був піти з міжнародного футболу, незважаючи на те, що на момент цього рішення йому виповнилося лише 29 років.

### Матчі за збірну
| Іран    | Іран  | Іран |
| Рік     | Матчі | Голи |
| ------- | ----- | ---- |
| 1969    | 2     | 0    |
| 1970    | 4     | 0    |
| 1971    | 4     | 0    |
| 1972    | 11    | 0    |
| 1973    | 4     | 0    |
| 1974    | 2     | 0    |
| 1975    | 4     | 0    |
| 1976    | 4     | 0    |
| 1977    | 9     | 0    |
| 1978    | 6     | 0    |
| 1980    | 12    | 0    |
| Загалом | 62    | 0    |

## Кар'єра тренера
Розпочав тренерську кар'єру в Бангладеш, з 1987 по 1991 рік тренував «Мохаммедан». На той час країна почала впроваджувати в футбол найновіші досягнення та запрошувати найкращих фахівців. Федерація футболу Бангладеш як визнання тренерської майстерності Насера в 1989 році призначила його тренером національної збірної Бангладеш.
У 1990 році Хеджазі очолював значну кількість клубів, у тому числі й «Мохаммедан», «Естеглал» (раніше відомий під назвою «Тадж») та «Естеглал Ахваз». Під час роботи в «Естеглалі» виграв чемпіонат Ірану 1998 року, а наступного року команда грала в фіналі Клубному чемпіонаті Азії. У вирішальному поєдинку в Тегерані іранці поступилися «Джубіло Івата». За роки тренерської діяльності відкрив декілька талановитих іранських футболістів, у тому числі й Рахман Резаеї з «Зоб Ахану» та Алірезу Абарпура з «Машин Сазі». На початку серпня 2006 року оголосив про підписання 1-річного контракту з «Нассаджи Мазандаран», який виступав у Лізі Азадеган. Залишив займану посаду 19 січня 2007 року.
5 серпня 2007 року вдруге в кар'єрі очолив «Естеглал», проте 8 листопада 2007 року після 14 матчів звільнений з займаної посади через незадовільні результати команди.
| Команда    | З           | По             | Досягнення | Досягнення | Досягнення | Досягнення | Досягнення | Досягнення | Досягнення | Досягнення |
| Команда    | З           | По             | Іг         | В          | Н          | П          | ЗМ         | ПМ         | +/-        |            |
| ---------- | ----------- | -------------- | ---------- | ---------- | ---------- | ---------- | ---------- | ---------- | ---------- | ---------- |
| «Естеглал» | лютий 1996  | грудня 1999    | 81         | 39         | 25         | 17         | 127        | 73         | +54        |            |
| «Естеглал» | серпня 2007 | листопада 2007 | 14         | 5          | 5          | 4          | 21         | 19         | +2         |            |

## Досягнення

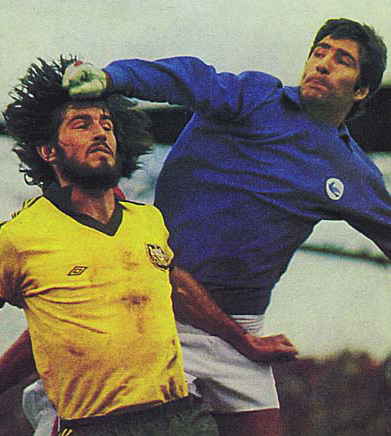
Насер Хеджазі (праворуч) у поєдинку проти Австралії в Мельбурні, 1977

### Як гравця

#### Клубні
«Естеглал»
- Кубок Азії з футболу
  -  Володар (1): 1970
- Про-ліга Ірану
  -  Чемпіон (1): 1974/75
- Провінціанальна ліга Тегерана
  -  Чемпіон (2): 1982/83, 1984/85

«Мохаммедан»
- Ліга Дакки
  -  Чемпіон (1): 1986/87

#### У збірній
Іран
- Кубок Азії
  -  Володар (2): 1972, 1976
  - Бронзовий призер (1): 1980
- Азійські ігри
  -  Володар (1): 1974

Індивідуальні
- Найкраща XI Кубку Азії за версії фанатів (1): 2018[6]

### Як тренера
«Мохаммедан»
- Ліга Дакки
  -  Чемпіон (2): 1987/88, 1988/89

«Естеглал»
- Про-ліга Ірану
  -  Чемпіон (1): 1997/98
- Ліга чемпіонів АФК
  -  Фіналіст (1): 1998/99

## Політична діяльність

### Кандидатура президента
3 листопада 2004 року Хеджазі висинув свою кандидатуру на президентських виборах 2005 року. Проте до виборів його недопустила Радою вартових Конституції Іран, аргументуючи свій вчинок політичної кар'єри до виборів. Згодом він підтримав Алі Акбаром Хашемі Рафсанджані.
На президентських виборах 2009 року він підтримав Міра-Хоссейна Мусаві.

### Опозиція до Ахмедінеджада
Не піддтримав план економічних реформ уряду президента Махмуда Ахмадінежада. У квітні 2011 року він зробив заяву щодо плану: «Мені дуже шкода наших людей, у них є нафта, нафта і ... але деякі з них бідні».
Відомо, що після цього коментаря його неофіційно заборонили на Іранському телебаченні. Пізніше це рішення скасували через його популярність та позитивні побічні ефекти, які могли бути наслідком цього рішення.

## Особисте життя

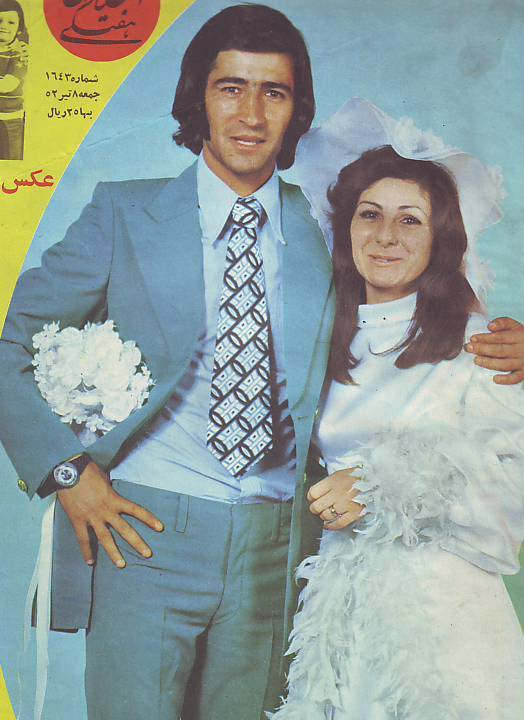
Хеджазі зі своєю дружиною в 1973 році

У 1973 році одружився з Бехназ Шахіє. Вони мають двох дітей: доньку Атуса та сина Аттіла, які обоє зайнялися футболом. Аттіла грав у «Естеглалі Б» з 1997 по 2004 рік, Атуса була капітаном національної жіночої збірної Ірану з футзалу. Атуса одружена з колишнім іранським футболістом Саїдом Рамезані, який раніше грав за «Зоб Ахана», «Сепахана» та «Фулада» в іранській Про-лізі. У них народився Аміра Арсалана. Також знявся в 3-у сезоні «Батьківщини».

## Боротьба з раком та смерть
Наприкінці 2009 року Хеджазі діагностували агресивну форму раку легенів. Через намагання відновити тренерську кар'єру опинився в лікарні. 20 травня 2011 року опинився в коматозному стані під час перегляду поєдинку останнього туру Про-ліга Ірану між «Естеґлалем» та ПАСом (Хамадан). 23 травня 2011 року, так і не відновившись від інсульту, він помер о 10:55 в лікарні Касра в Тегерані. Похоронна царемонія відбулася 25 травня 2011 року на стадіоні «Азаді» в західному Тегерані, тіло було поховано на кладовищі Бехеште-Захра на півдні Тегерану того ж дня. На його похорони прийшли понад 20 000 людей.
Популярність Хеджазі вийшла за межі Ірану, оскільки у квітні 2010 року головний тренер «Манчестер Юнайтед» Сер Алекс Фергюсон висловив клубу свою підтримку в боротбі з хворобою Хеджазі. У своїй промові президент Махмуд Ахмадінежад висловив вдячність Хеджазі та охарактеризував його як відомого та успішного іранського футбольного діяча, який запропонував цінні послуги національному спорту країни.

## Спадщина
Багато хто вважає Хеджазі найкращим воротарем Ірану та Азії всіх часів. Насер був гравцем національної збірної Ірану 1960-х та 1970-х років, яка тричі поспіль вигравала Кубок Азії, також представляв Іран на двох літніх Олімпійських іграх, а також на Чемпіонаті світу з футболу 1978 року. Після його смерті було запропоновано побудувати в Тегерані новий стадіон імені Хеджазі. Окрім цього, «Естеглал» перейменував власну тренувальну базу на честь Насера Хеджазі.